# Управление содействия и вертолётного флота ВВС Израиля
Управление содействия и вертолётного флота ВВС Израиля (ивр. להק השתתפות וגבולות ‎) — основное подразделением штаба военно-воздушных сил Израиля .

## Описание
Управление занимается руководством полетов групп вертолётов. Управление было создано в начале 1998 года по выводам «комиссии Иври», расследовавшей обстоятельства катастрофы вертолета, произошедшей в 1997 году . Руководитель управления — член лётчик и офицер вертолетного соединения в звании бригадного генерала (тат-алуф). В 2014 году название управления было изменено с «Управления вертолетных сил» на «Управление содействия и вертолётного флота».
Управлению также подчинено подразделение содействия, которое служит основным связующим звеном между авиацией и сухопутными войсками и отвечает за участие ВВС в наземных боях. Имеет представительства в военных округах, дивизиях и бригадах.
Нынешним руководителем Управление содействия и вертолётного флота является бригадный генерал Матан Адин («тат-алуф»).

## Зоны ответственности
- Развитие сил в группах вертолетов как путем утверждения оперативных потребностей и определения целей компетентности и готовности, так и путем определения программы обучения и инструктажа.
- Служит основным связующим звеном между сухопутными войсками и военно-воздушными силами по целому ряду вопросов, особенно по вопросам развития боевой теории и совершенствования совместной подготовки.

## Руководители управления
| #  | Имя             | Срок полномочий |
| -- | --------------- | --------------- |
| 1  | Мики Бар        | 1998            |
| 2  | Шломо Мошиах    | 1998 — 2002     |
| 3  | Илан Гершкович  | 2002 — 2004     |
| 4  | Омри Тамир      | 2004 — 2007     |
| 5  | Яаков Шахрабани | 2007 — 2010     |
| 6  | Давид Барки     | 2010 — 2013     |
| 7  | Ярон Розен      | 2013 — 2016     |
| 8  | Нир Нин-Нун     | 2016 — 2019     |
| 9  | Ноам Риф        | 2019 — 2021     |
| 10 | Матан Адин      | 2021 — н.в.     |